# 郭克時
郭克時爵士，GCMG[?]（1899年11月17日—1982年7月6日），英國教育家和資深公務員，1940年至1970年先後歷任殖民地大臣、技術合作部和海外發展部的教育諮議，任內曾於1946年至1970年兼任海外高等教育大學校際理事會執行委員會委員，對第二次世界大戰後英國殖民地的高等教育發展起舉足輕重的影響力。
郭克時畢業於牛津大學貝利奧爾學院，1926年至1936年於牛津大學新學院從事古希臘歷史方面的研究和教學工作，1937年至1939年轉到非洲受任英埃蘇丹教育司，任內曾兼任戈登書院校長及總督議會議員。二戰爆發後，郭克時返回英國，獲英政府聘任為殖民地大臣教育諮議。在任內，他對1945年發表的《阿斯奎斯報告書》提供不少重要的意見，促成英政府同意在戰後加快在殖民地興辦大學的進度，同時加強英國本土大學與殖民地大學的聯繫。1946年，他又發表《郭克時報告書》，使戰時停辦的香港大學得以在戰後重開。透過教育諮議的身份和在海外高等教育大學校際理事會的工作，郭克時還得以經常出訪各地，為各殖民地興建新大學的計劃提供意見，1963年創辦的香港中文大學，就在籌辦過程中得到郭克時不少重要的協助。
郭克時擔任教育諮議前後30年，歷經三個部門，退休時年屆71歲，十分罕見。為表彰他對英國殖民地高等教育發展的影響，他屢獲英廷授勳，並先後獲香港大學、牛津大學和香港中文大學等學府頒授榮譽博士學位。晚年的他寓居於牛津大學新學院，直到去世。

## 生平

### 早年生涯
郭克時在1899年11月17日生於英國薩塞克斯郡海斯廷斯，父母分別名叫亞瑟·亨利·梅切爾·考克斯（Arthur Henry Machell Cox，1870年－1947年）和桃樂絲·愛麗絲·溫布殊（Dorothy Alice Wimbush，1876年－1947年），他的父親曾任德文郡普利茅斯的山頂府學校（Mount House School）校長，也是業餘鳥類學家。
在家中三兄弟排行最大的郭克時，早年於1913年至1918年受教於布里斯托的克利夫頓書院（Clifton College），後於1918年以陸軍少尉身份短暫於皇家工程兵團信號科服役。第一次世界大戰完結後，他在1919年至1923年升讀牛津大學貝利奧爾學院，期間先後於1920年的古典文學考試（classical moderations）和1923年的人文學科考試（literae humaniores）取得一級的優異成績。

### 學術生涯

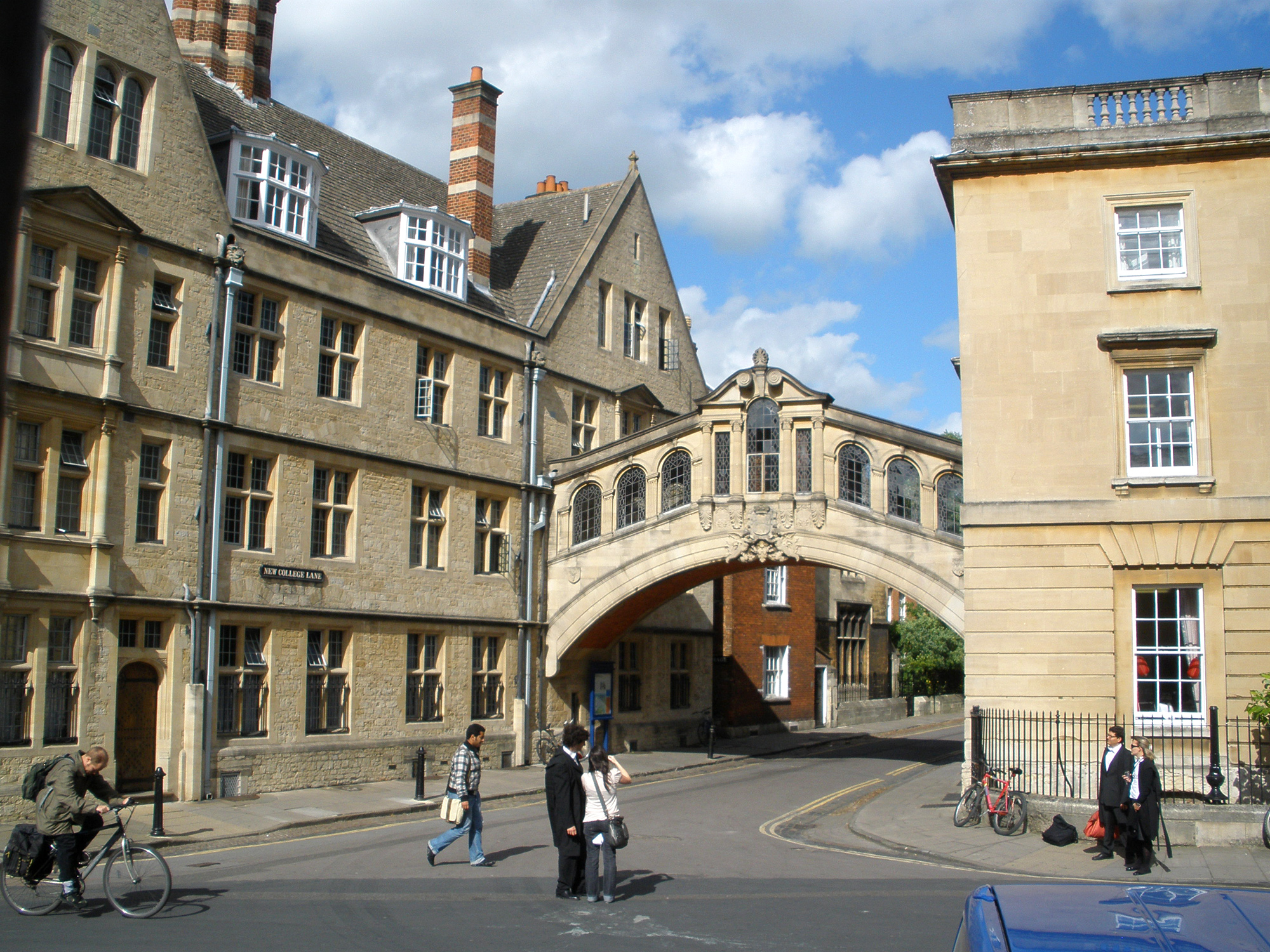
郭克時爵士曾長年於牛津大學新學院任教

從牛津大學畢業後，郭克時從事研究工作，最初在1923年至1924年擔任貝利奧爾學院戰爭紀念學人（War Memorial Student），隨後又於1924年至1926年當選為牛津大學的克雷文院士和牛津大學莫德林學院的高級半院士；在1926年，他進而當選為牛津大學新學院院士，同時獲聘任為該院的導師，負責教授古希臘歷史，由此展開他與新學院畢生的聯繫。他後來在1931年出任新學院副院長，以及在1934年至1936年出任學院的教務長，日後還於1970年當選為新學院榮譽院士。在多年來的研究和教學生涯當中，郭克時曾於1924年、1925年、1926年和1931年多次前赴土耳其實地考察，歷年來的研究工作，促成他與阿奇博爾德·卡梅倫（Archibald Cameron）在1937年出版《小亞細亞古代碑銘》第五冊（Monumenta Asiae Minoris Antiqua, volume 5）一書。
不過，郭克時並沒有安於大學的研究和教學生活，他自少便對英國在非洲的殖民地懷有濃厚興趣；而他在貝利奧爾學院就讀時已認識的好友C·H·拜恩斯（C. H. Baynes），也時常鼓勵他到非洲體驗海外生活，這使他一直都很嚮往到非洲發展。1929年一次以英國科學促進協會代表團成員身份出訪南非的經歷，更令他進一步立下定居非洲的念頭。1936年，郭克時決定移居英埃蘇丹首都喀土穆。在那裡，他很快就結交不少朋友，且建立起廣泛的人脈網絡，這促使他在1937年出乎意料地獲當地政府委任為教育司兼名校戈登書院的校長，為期兩年，任內又曾於1938年至1939年出任當地的總督議會議員。
上任教育司後不久，英政府殖民地國務次官特拉華勳爵（Lord De La Warr）主持的一個教育委員會在1937年到東非考察和研究當地高等教育的未來發展，期間郭克時曾給予不少協助和提出意見。郭克時在教育司任內的表現獲得政府青睞，這使他在1938年獲邀轉任烏干達的馬凱雷雷書院（馬凱雷雷大學前身）校長，但被他婉拒。在1939年返回牛津執教後，他又獲邀到黃金海岸（加納前身）出任阿奇莫塔書院校長，但同樣為他所婉拒。

### 教育諮議

#### 戰時教育工作

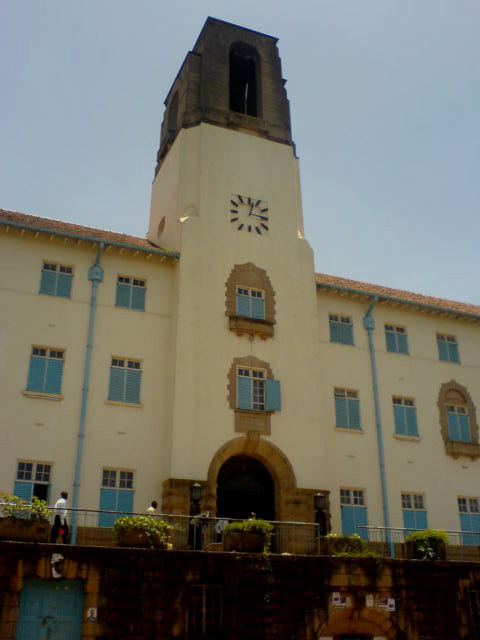
烏干達馬凱雷雷大學前身是在1949年成立的東非大學學院

1939年，時任殖民地大臣馬爾科姆·麥克唐納重組殖民地部，並增設殖民地大臣教育諮議一職，負責為英國各殖民地的教育事務向殖民地部提供意見，結果在英國及非洲殖民地教育機構具多年工作和行政經驗的郭克時在1940年獲得聘任為首任諮議。設立諮議的構思，最初是由曾出訪非洲考察的英屬印度前高官海利勳爵（Lord Hailey）提出，當時只建議開設職位三年，或到第二次世界大戰結束為止，但郭克時最終一任30年。
郭克時在任內並不統領殖民地部的任何教育部門，也不擔當任何日常管理的實務職責。不過，他對戰後英國各殖民地高等教育的發展和演變，卻是發揮舉足輕重的影響力。早於二戰期間，英政府於1943年設立了一個殖民地高等教育委員會，重點籌劃各殖民地在戰後的高等教育發展藍圖，以及研究英國本土大學在殖民地的高等教育發展當中，應該扮演何種輔助角色。該委員會由高等法院皇座法庭法官西里爾·阿斯奎斯爵士（Sir Cyril Asquith，後為阿斯奎斯勳爵）擔任主席，因此又被稱為阿斯奎斯委員會（Asquith Commission）。郭克時雖然沒有在委員會供職，但就獲委員會邀請發表不少意見，對委員會後來在1945年發表的《阿斯奎斯報告書》起到了重要影響。
《阿斯奎斯報告書》為戰後英國殖民地高等教育的發展路向奠定了基礎。報告書重點提出各殖民地應該在短時間內建立仿照牛劍傳統模式的大學，或把殖民地的專上院校升格和整合成為大學，讓殖民地能夠自行培訓政治、政府和各專業界別所需的人才，從而加速戰後的非殖民地化進程，以及為殖民地自立和步向獨立締造條件。另一方面，報告書鼓勵英國本土大學強化其輔助角色，與殖民地大學深化聯繫關係，以協助殖民地大學的長遠發展。一系列的建議促成了戰後大量新建立的學府在各殖民地如雨後春筍般出現，當中包括尼日利亞在1948年成立的伊巴丹大學學院（伊巴丹大學前身）、烏干達在1949年成立的東非大學學院（馬凱雷雷大學前身）、以及在1948年成立的西印度群島大學等。1946年，英政府又按報告書的建議設立了海外高等教育大學校際理事會，負責跟進殖民地高等教育的長遠發展，並協助殖民地籌辦其他新的專上學府，而郭克時即以教育諮議的身份獲委任為理事會執行委員會其中一位創會委員。他後來又曾於1956年兼任英國科學促進協會教育組主席。

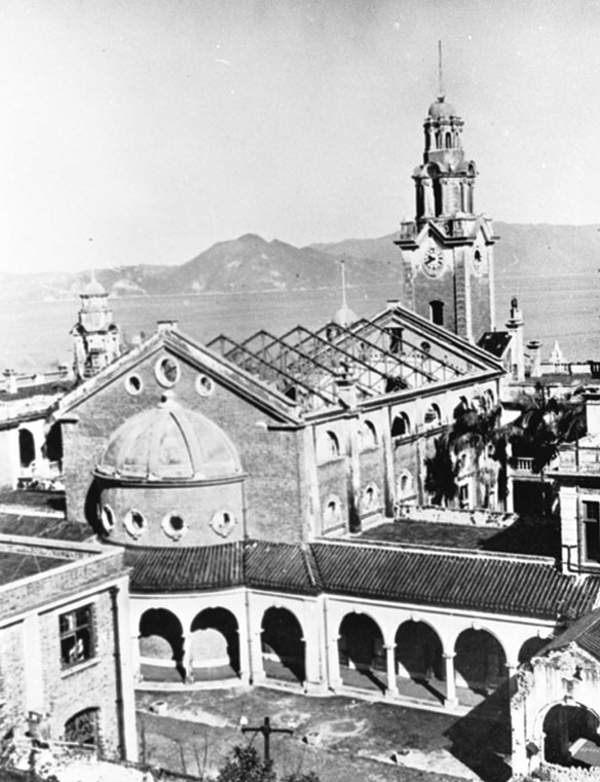
1946年提交的《郭克時報告書》促成香港大學得以在二戰後重開

#### 香港教育政策

##### 香港大學復課
由於《阿斯奎斯報告書》主要針對沒有大學的殖民地，因此報告書對位處遠東、本身已經擁有一所大學的香港著墨不多。雖然如此，英政府對香港大學卻是十分關注，並於1945年12月另行委任郭克時擔任一個設於倫敦的香港大學顧問委員會的主席，負責研究香港大學的存續問題。當時的香港大學自1941年太平洋戰爭爆發和香港淪陷以後，經已陷入停辦狀態，對於大學在戰後應否重開，英政府未有定論；此外，香港大學的定位和角色也一直受到關注。港大設立之初，是以服務香港和中國大陸為宗旨，但在二戰爆發以前，外間已質疑香港本身是否有實在需要設立一所大學。如果沒有，也就不應由英國資助一所服務中國大陸的大學。
香港大學顧問委員會由郭克時擔任主席，因此又被稱為郭克時委員會（Cox Committee），委員會共召開了12次會議，隨後於1946年7月向殖民地部提交《郭克時報告書》；儘管報告書從沒有公開出版，但對香港大學卻起關鍵影響。在報告書中，郭克時重申香港大學應繼續以服務香港和中國大陸為宗旨，但更重要的是，香港大學的存在對英國在遠東維持其名聲尤為關鍵。基於這種原因，郭克時強烈建議港大在二戰完結後早日復課，並應當獲得充足的財政支援，以及早使港大重新符合英國要求的學術水平。《郭克時報告書》促使英政府同意重辦香港大學，使港大得以在1945年二戰結束後，立即著手做好復課的準備。

##### 構思成立中大
郭克時一直繼續關注香港的專上教育發展。1957年4月，他獲香港政府邀請赴港考察，探討在香港設立一所中文大學的構思。事實上，香港在二戰完結後不久，特別是中華人民共和國在1949年立國後，已漸漸出現設立一所中文大學的構想。當時中國大陸局勢動盪，不少南逃至香港的大陸學者紛紛開辦一些私人專上院校。然而，鑑於這些院校並非大學，因此頒授的學位不像香港大學一樣，獲得港府同等的承認；同時，在1949年以前，不少在中文學校就讀、或是不獲港大取錄的香港預科畢業生，通常都會選擇到中國大陸的大學繼續升學，但自大陸風雲色變以後，前赴大陸升學的做法漸為罕見，使這類學生少了一條主要的升學途徑。

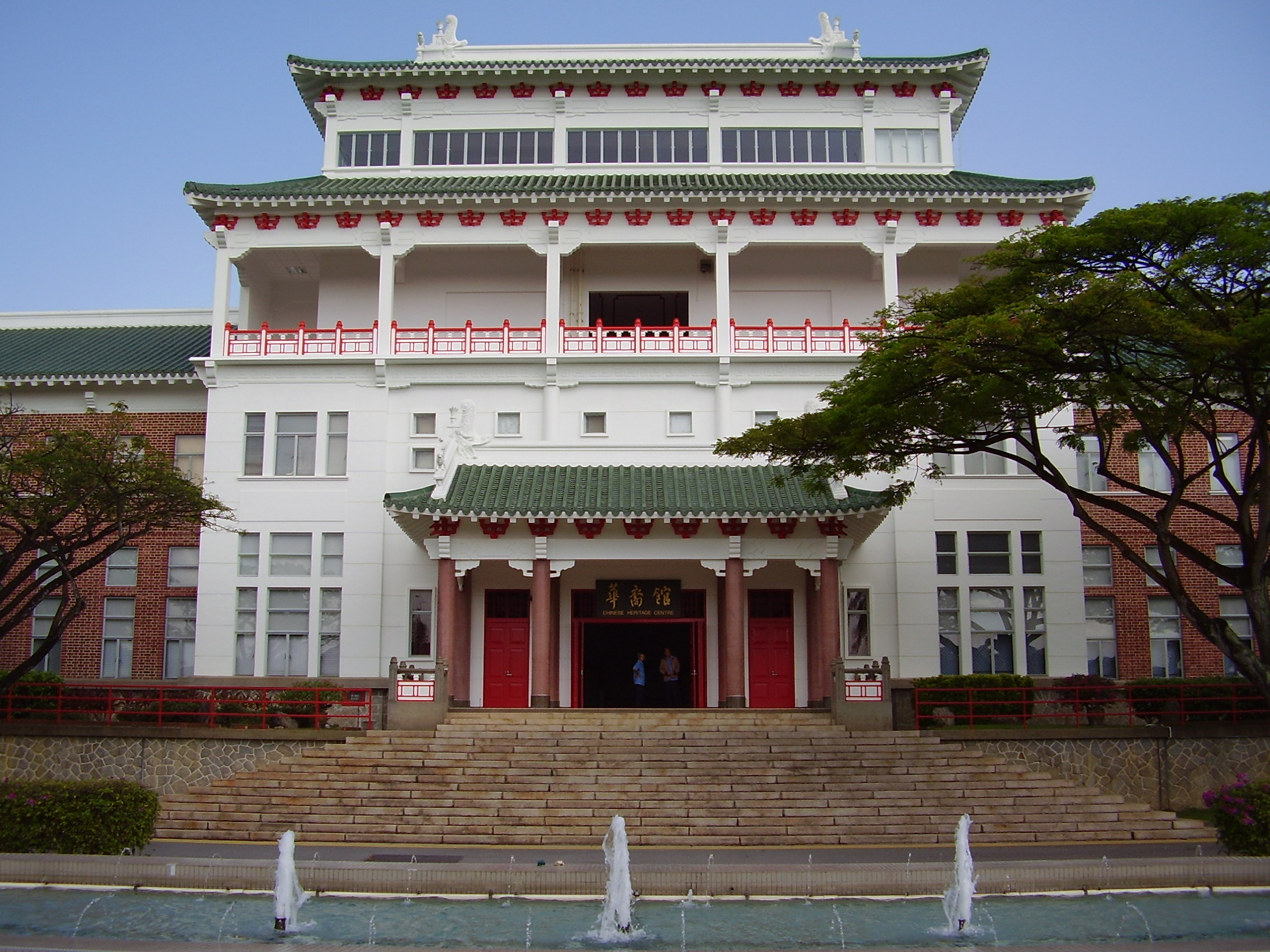
郭克時爵士在1957年到訪新加坡南洋大學（圖），大學校方與當地政府的不和關係，使他認為有必要慎重考慮在香港設立一所中文大學的建議

早在1951年，時任香港總督葛量洪爵士委任怡和洋行大班兼行政局非官守議員賈士域（John Keswick）深入研究香港的高等教育，並探討在香港設立一所中文大學的可能性。不過，在1952年發表的《賈士域報告書》當中，賈士域否決了在香港開辦中文大學的構想，退而建議由香港大學開辦中文課程，但有關建議最終也遭到港大反對而流產。港府和港大在當時否決興辦中文大學有很多原因，除了經費和師資問題的原因，還有就是港大和港府不希望見到香港同時出現兩所大學，擔心中文大學的存在會與原有的港大分庭抗禮，不單分散資源，更甚者會影響港府集中制定高等教育政策。
雖然設立中文大學的構想此後一度沉寂下來，但不少人仍然相信設立中文大學有其重要性。香港大學校長賴廉士爵士一直也支持創辦一所中文大學，而港督葛量洪也認為及早由港府設立中文大學，可避免中國共產黨捷足先登，在香港先行創立一所具左派親中背景的大學。數年以後，香港於1956年發生雙十暴動，促使港府在同年宣佈重新檢討開辦中文大學的可能，再加上新亞書院、崇基學院和聯合書院三家本地專上院校在1957年2月自發成立香港中文專上學校協會，爭取升格成為大學，興辦中文大學的構思遂再度浮現。
在這個背景下，郭克時訪港期間先後會見各專上院校代表、港大校長賴廉士爵士、中文系的林仰山教授（Professor F. S. Drake）和聖公會港澳教區的何明華會督等人，聽取他們的意見；隨後，他又轉往新加坡參觀當地的南洋大學，了解華文大學在當地的情況。南洋大學於1953年由當地祖籍福建的僑商自行出資創辦，是新加坡首家以華文為主要授課語言的大學。可是，鑑於當地政府採取以英文優先的政策，再加上南洋大學創校初期被指受到馬共滲透，因此一直遭受政府冷待；在1956年5月，時任新加坡教育部長周瑞麒更表示南洋大學頒授的學位將不獲政府承認，使大學與政府的關係陷入不和的局面。
考慮到南洋大學與當地政府的不和關係，郭克時認為有必要慎重考慮香港中文專上學校協會提出創辦中文大學的建議。他在1957年6月返回英國後，立即與數名學術顧問展開深入研究，並在海外高等教育大學校際理事會提出討論。對於理事會而言，倡議中的中文大學將會由私立院校組成，有別於一般的英式大學；再加上中文大學以中文為主要授課語言，將有不少涉及教育政策和學術水平的細節問題須要處理。理事會也是首次參與研究設立一所以中文為主要授課語言的大學，因此任務具一定的獨特性和挑戰性
設立中文大學的構思，尤其得到時任理事會執行委員會主席查爾斯·莫理斯爵士（Sir Charles Morris，後為勳爵）和前任主席亞歷山大·卡爾-桑德斯爵士（Sir Alexander Carr-Saunders）的注意，莫理斯本身是列斯大學校長，卡爾-桑德斯則是倫敦政治經濟學院前任院長，兩人都對英國殖民地的高等教育發展有相當的認識。郭克時與莫理斯和卡爾-桑德斯展開初步討論以後，三人又與港府教育司高詩雅（D. J. S. Crozier）和副教育司毛勤（Leonard Geoffrey Morgan）進行多次會晤和討論，最終在1958年8月決議在香港設立一所中文大學，有關決議其後獲得英政府、港府和海外高等教育大學校際理事會的支持，對中文大學的創辦是為一大突破。

##### 籌辦中文大學
郭克時等人議決成立中文大學後，又在1959年擬訂好籌辦中大的路線圖。同時，在時任港督柏立基爵士支持下，港府也積極開展籌備建校的工作。在1960年，港府委任已退休的毛勤為專上學院顧問，負責就新亞、崇基和聯合三家書院在行政和學術方面的改進提供意見，使三家院校能夠符合升格成為大學的資格。毛勤的工作得到郭克時、港府教育司高詩雅和海外高等教育大學校際理事會執委會主席莫理斯爵士等人的協助，當中郭克時透過理事會參與邀請和安排英國教育界各方面的教育顧問來港考察和提供意見。與此同時，理事會又在1960年10月安排三家院校的校長出訪英國考察17所大學，以掌握當地大學的運作模式。
1961年，港府復根據先前於1959年制定的路線圖，委託郭克時、莫理斯和毛勤三人物色國際學者組成一個專家委員會，進一步為籌備中文大學擬定詳細的計劃。經過一年多的工作後，郭克時等人最終在1962年選定以薩塞克斯大學校長富爾敦（後為勳爵）為委員會主席，而委員會成員則包括劍橋大學生化學家楊格教授（Professor Frank Young，後為爵士）、利茲大學教務長羅治博士（Dr John Loach）、加州大學管理學教授李卓敏博士、以及馬來亞大學物理系的湯壽伯教授，秘書一職則由海外高等教育大學校際理事會的麥仕維（I. C. M. Maxwell）擔任。郭克時等選定以富爾敦出任委員會主席，是出於富爾敦本身對籌辦中文大學一事有深入的了解。早在1959年10月，富爾敦已成為首位應港府邀請赴港，為新亞、崇基和聯合三所院校制定發展路向的海外專家；富爾敦隨後在1960年3月向港府提交的《香港專上學院發展報告書》當中，更率先構思將來中文大學的運作模式，並確立三院在日後升格成為大學以後，應以中文作為主要授課語言；儘管該報告書沒有明確提出「聯邦制」，但就反對大學日後以「單一制」的大學模式運作。
由郭克時等人選定的富爾敦委員會隨後於1962年7月正式赴港考察三個星期，並於翌年2月發表了影響深遠的《富爾敦報告書》，提出不遲於1963年9月底前創辦大學。港府在1963年6月正式接納《富爾敦報告書》的建議後，旋即設立了一個由20人組成的臨時校董會，火速根據《報告書》的建議制定了大學章程、組織、權力及學制等細節。中文大學臨時校董會在1963年8月把賦予中大法定權力的《香港中文大學條例》草案呈交港督柏立基爵士省覽，條例草案隨後於同年9月15日獲立法局三讀通過成為法例。1963年10月17日，港督柏立基爵士正式於香港大會堂主持香港中文大學成立典禮，籌備經年的香港中文大學終告成立。

### 晚年生涯

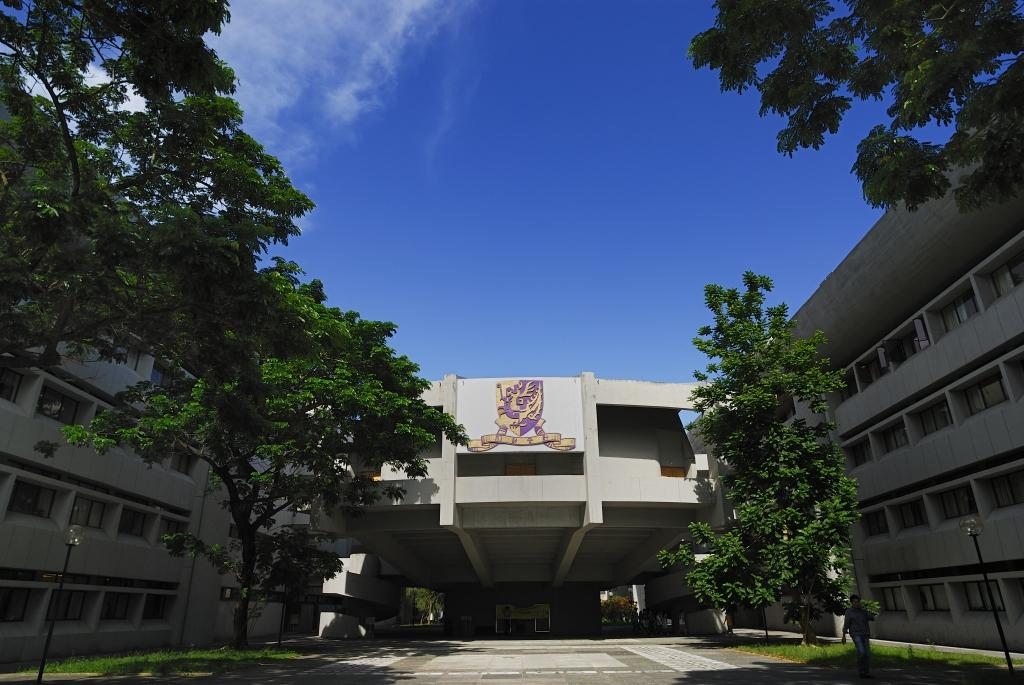
在郭克時爵士爭取下，香港中文大學科學館得到英政府資助部份興建費用，復於1972年4月落成

有別於大部份傳統公務員，透過在殖民地部、海外高等教育大學校際理事會和多次的海外訪問，郭克時得以建立廣泛的人脈網絡，讓他在教育諮議任內長年從幕後對戰後英國殖民地的教育政策施加影響。他不單在四十年代末成功迫使在野保守黨放棄提出為殖民地制定劃一的教育政策，又在1952年舉辦了專門研究非洲殖民地教育政策的劍橋教育會議，另外還提倡各殖民地快速增建中小學校及擴充高等教育的方針。
在任教育諮議後期，郭克時更對香港中文大學在校園本部籌建大學科學館予以相當支持，大學科學館樓高五層，實用面積達206,200平方呎，造價為1,560萬港元，是當時中文大學規模最大和造價最貴的建築物。經郭克時爭取下，英政府後來同意捐出400萬港元，而餘下的1,160萬港元建築費用則由港府承擔，最終大學科學館得以在1972年4月落成，並為理學院多個部門進駐。
郭克時由1940年起擔任殖民地大臣教育諮議，到1961年殖民地部解散後，他繼續在新成立的技術合作部留任教育諮議，復於1964年部門改組後轉到海外發展部擔任同一職務，一直到1970年才以71歲高齡從政府退休，同時卸下在海外高等教育大學校際理事會多年來的工作，但就旋獲理事會任命為執行委員會名譽委員。郭克時擔任同一職位30年，退休年齡也比一般公務員遲，屬於十分罕見。他退休的時候，白廳的高官之間甚至戲傳政府正找辦法制定國會法令迫他退休。
為表彰他多年來在發展英國殖民地高等教育方面的表現，他先後在1944年、1950年和1970年分別獲英廷頒授CMG勳銜、KCMG勳銜和GCMG勳銜；香港大學和香港中文大學分別在1961年和1968年向他頒授榮譽法學博士學位；牛津大學也在1965年向他頒授榮譽民法學博士學位，以資肯定。
晚年的郭克時以榮譽院士的身份寓居牛津大學新學院，深受院方上下敬重，另外又在1966年至1981年出任倫敦大學亞非研究院校董。他在1982年7月6日卒於牛津一家醫院，終年82歲，身後骨灰也長眠於新學院內。新學院在他身後特設「郭克時爵士初級院士獎學金」（Sir Christopher Cox Junior Fellowship），以紀念他與學院多年來的緊密關係。

## 個人生活
郭克時終身不娶，他生前曾表示間中感到憂鬱，並以「煙霧」（the fumes）形容這種情緒。雖然如此，觀看木球比賽、旅遊、滑雪和閱讀成為了他的主要興趣，而在倫敦紳士會所藝文會晚膳，以及在牛津大學新學院渡過周末，都是他閒時的主要活動。除了藝文會外，他生前也是瑪麗勒本木球會的會員。

## 部份著作
- Co-authored with Archibald Cameron, Monumenta Asiae Minoris Antiqua, volume 5, 1937.[3]

（直譯：與阿奇博爾德·卡梅倫合著，《小亞細亞古代碑銘》第五冊，1937年。）

## 榮譽^

### 殊勳
- 聖米迦勒及聖喬治同袍勳章（C.M.G.） （1944年英皇壽辰授勳名單[40]）
- 聖米迦勒及聖喬治爵級司令勳章（K.C.M.G.） （1950年元旦授勳名單[41]）
- 聖米迦勒及聖喬治爵級大十字勳章（G.C.M.G.） （1970年元旦授勳名單[42]）

### 榮譽學位
- 榮譽民法學博士[3]
  - 牛津大學（1965年）
- 榮譽法學博士
  - 香港大學（1961年港大金禧[4]）
  - 利茲大學（1962年[3]）
  - 香港中文大學（1968年[43]）
- 榮譽文學博士[3]
  - 貝爾法斯特女皇大學（1961年）
- 榮譽院士[3]
  - 牛津大學新學院（1970年）

### 以他命名的事物
- 郭克時爵士初級院士獎學金（Sir Christopher Cox Junior Fellowship）：由牛津大學新學院設立。[45]

### 頭銜
- 郭克時 （Christopher Cox，1899年11月17日－1944年6月）
- 郭克時，CMG （Christopher Cox, CMG，1944年6月－1950年1月）
- 郭克時爵士，KCMG （Sir Christopher Cox, KCMG，1950年1月－1970年1月）
- 郭克時爵士，GCMG （Sir Christopher Cox, GCMG，1970年1月－1982年7月6日）

## 注腳
1. ↑  一譯郭仕爵士。（參見：吳倫霓霞（1993年））
2. 1 2 3 4 5 6 7 8 9 10 11 12 13 14 15 16 17 18 19 20 21 22 23 24 25 26 27 28 29  Whitehead (2004)
3. 1 2 3 4 5 6 7 8 9 10 11 12 13 14  "COX, Sir Christopher (William Machell)" (1996)
4. 1 2 3 4 5 6 7 8 9  "Sir Christopher William Machell COX" (1961)
5. ↑  Chiu and Cunich (2008), p.33.
6. 1 2 3 4  Ogot (2003), p.46.
7. 1 2  Nwauwa (1997), pp.140-141.
8. 1 2  Falola and Genova (2009), p.45.
9. 1 2 3  Nwauwa (1997), p.154.
10. 1 2  Chairman's Report to the Council for the Academic Year (1971), p.38.
11. 1 2  Kan and Chu (1988), p.84.
12. 1 2 3  Edited by Matthews and Cheung (1998), p.410.
13. ↑  Edited by Matthews and Cheung (1998), p.296.
14. ↑  Kan and Chu (1988), p.85.
15. 1 2  Edited by Matthews and Cheung (1998), pp.410-411.
16. 1 2  《香港中文大學探討大學整合專責小組向大學校董會提交之報告》（2003年3月），附錄C/11。
17. ↑  Kan and Chu (1988), p.80.
18. 1 2 3 4 5 6  吳倫霓霞編（1993年），頁17。
19. 1 2 3 4 5  葛量洪爵士著、曾景安譯（1984年），頁205。
20. 1 2  麥仕維（1981年），頁9。
21. ↑  吳倫霓霞編（1993年），頁4。
22. ↑  吳倫霓霞編（1993年），頁10至19。
23. ↑  吳倫霓霞編（1993年），頁19。
24. 1 2  吳倫霓霞編（1993年），頁18至19。
25. 1 2  《香港中文大學探討大學整合專責小組向大學校董會提交之報告》（2003年3月），附錄C/12。
26. 1 2 3   〈南洋大學的歷史事略〉（2012年9月13日）
27. 1 2 3 4 5  吳倫霓霞編（1993年），頁18。
28. 1 2  麥仕維（1981年），頁10。
29. ↑  吳倫霓霞編（1993年），頁17至18。
30. 1 2  吳倫霓霞編（1993年），頁19至20。
31. 1 2 3  吳倫霓霞編（1993年），頁20。
32. 1 2 3 4  吳倫霓霞編（1993年），頁22。
33. 1 2 3  吳倫霓霞編（1993年），頁22至23。
34. ↑  吳倫霓霞編（1993年），頁24。
35. 1 2  〈訃文〉（1983年）
36. ↑  〈大學科學館的建築師〉（1975年）
37. 1 2  〈大學科學館：六系一心〉（1975年）
38. ↑  Maxwell (1980), p.467.
39. ↑  The Commonwealth as an Education Network: Trends and Problems (1984), p.28.
40. 1 2  "Supplement to Issue 36544 （页面存档备份，存于）", London Gazette, 2 June 1944, p.5.
41. 1 2  "Supplement to Issue 38797", London Gazette, 30 December 1949, p.4.
42. 1 2  "Supplement to Issue 44999", London Gazette, 30 December 1969, p.3.
43. 1 2  〈中文大學頒授學位典禮，五位領受學位人士讚詞〉（1968年6月28日）
44. ↑  Report of the Governing Board and Statement of Accounts (1980), p.9.
45. 1 2  "Sir Christopher Cox Junior Fellowship （页面存档备份，存于）". New College, Oxford, retrieved on 7 March 2013.

### 英文資料
- "Sir Christopher William Machell COX （页面存档备份，存于）", Honorary Degrees Congregation. Hong Kong: University of Hong Kong, 1961.
- Chairman's Report to the Council for the Academic Year. Great Britain: Inter-University Council for Higher Education, 1971.
- Report of the Governing Board and Statement of Accounts. Great Britain: University of London., 1980.
- Maxwell, I. C. M., Universities in Partnership: The Inter-University Council and The Growth of Higher Education in Developing Countries 1946-70. Great Britain: Scottish Academic Press, 1980.
- The Commonwealth as an Education Network: Trends and Problems. Great Britain: University of London, Institute of Commonwealth Studies, 1984.
- Kan, Lai-bing, and Chu, Grace H. L., Library and Information Services in Hong Kong. Hong Kong: Hong Kong University Press, 1988.
- "COX, Sir Christopher (William Machell)", Who was Who. London: A & C Black, 1996.
- Nwauwa, Apollos Okwuchi, Imperialism, Academe, and Nationalism: Britain and University Education for Africans, 1860-1960. Great Britain: Routledge, 1997.
- Edited by Matthews, Clifford N., and Cheung, Sir Oswald, Dispersal and Renewal: Hong Kong University During the War Years. Hong Kong: Hong Kong University Press, 1998.
- Ogot, Bethwell A., My Footprints on the Sands of Time: An Autobiography. Canada: Trafford Publishing, 2003.
- Whitehead, Clive, "Cox, Sir Christopher William Machell", Oxford Dictionary of National Biography. Oxford University Press, 2004.
- Chiu, Lawrence M. W., and Cunich, Peter, HKU SPACE and Its Alumni: The First Fifty Years （页面存档备份，存于）. Hong Kong: Hong Kong University Press, 2008.
- Falola, Toyin, and Genova, Ann, Historical Dictionary of Nigeria. USA: Scarecrow Press, 2009.

### 中文資料
- 〈中文大學頒授學位典禮，五位領受學位人士讚詞〉，《華僑日報》第三張第三頁，1968年6月28日。
- 〈大學科學館：六系一心 （页面存档备份，存于）〉，《中文大學校刊》一九七五年夏。香港：香港中文大學，1975年。
- 〈大學科學館的建築師 （页面存档备份，存于）〉，《中文大學校刊》一九七五年夏。香港：香港中文大學，1975年。
- 麥仕維著，〈回首當年——第一個富爾敦委員會 （页面存档备份，存于）〉，《中文大學校刊》一九八一年秋。香港：香港中文大學，1981年。
- 〈訃文 （页面存档备份，存于）〉，《中文大學校刊》一九八三年第二期。香港：香港中文大學，1983年。
- 葛量洪爵士著、曾景安譯，《葛量洪回憶錄》。香港：廣角鏡出版社，1984年。
- 《香港中文大學探討大學整合專責小組向大學校董會提交之報告 （页面存档备份，存于）》。香港：香港中文大學，2003年3月。
- 吳倫霓霞編，《邁進中的大學：香港中文大學三十年 （页面存档备份，存于）》。香港：中文大學出版社，1993年。
- 〈南洋大學的歷史事略 （页面存档备份，存于）〉，《南洋大學校友業餘網站》，2012年9月13日。

## 延伸閱讀
- Whitehead, Clive, "Sir Christopher Cox: An Imperial Patrician of a Different Kind", Journal of Educational Administration and History Volume 21, Issue 1, 1989.

## 外部連結
- 〈嘉賓訪問本校 （页面存档备份，存于）〉，《中文大學校刊》第四卷第十期。香港：香港中文大學，1968年7月。
- Sir Christopher Cox (1899-1982) （页面存档备份，存于）
- Sir Christopher Cox Junior Fellowship, New College, Oxford

| 政府职务                  | 政府职务                           | 政府职务                  |
| ------------------------- | ---------------------------------- | ------------------------- |
| 前任： 新創設             | 殖民地大臣教育諮議 1946 - 1961年   | 繼任： 技術合作部教育諮議 |
| 前任： 殖民地大臣教育諮議 | 技術合作部教育諮議 1961年 - 1964年 | 繼任： 海外發展部教育諮議 |
| 前任： 技術合作部教育諮議 | 海外發展部教育諮議 1964年 - 1970年 | 繼任： 威廉·多德          |